# Refuge faunique national de Kodiak
Le Refuge faunique national de Kodiak (Kodiak National Wildlife Refuge en anglais) est une réserve faunique située en Alaska aux États-Unis. Son statut a été établi en 1941 par l'Alaska National Interest Lands Conservation Act.

## Situation
Il est situé dans les deux-tiers sud de l'île Kodiak, englobant en plus l'île Uganik, les alentours de Red Peaks sur l'île Afognak, et les autres îles de l'archipel Kodiak sur 8 000 km2. Son administration se trouve à Kodiak ville.
Son climat est doux et pluvieux. Il est constitué de zones boisées avec des épinettes de Sitka dans les basses altitudes, tandis que des zones herbeuses plus sèches s'étendent en altitude. Il englobe aussi plusieurs glaciers ainsi qu'une centaine de cours d'eau.
Il ne possède pas de route publique d'accès.

## Faune
Le refuge héberge de nombreuses espèces animales. Parmi les poissons, on y trouve des saumons et des truites.
Il n'y a que six espèces de mammifères indigènes sur l'île de Kodiak; soit l'ours kodiak (Ursus arctos middendorffi), le renard roux (Vulpes vulpes), la loutre de rivière (Lontra canadensis), l'hermine (Mustela erminea), le campagnol nordique (Microtus oeconomus) et la petite chauve-souris brune (Myotis lucifugus).
On y rencontre aussi des espèces importées entre 1920 et 1950 qui sont actuellement des animaux pouvant être chassés : la chèvre des montagnes Rocheuses, le cerf de Sitka, le wapiti de Roosevelt, le lièvre d'Amérique et le castor du Canada.
Plus de 250 espèces d'oiseaux y vivent, se nourrissant des saumons abondants.

## Galerie de photos du parc

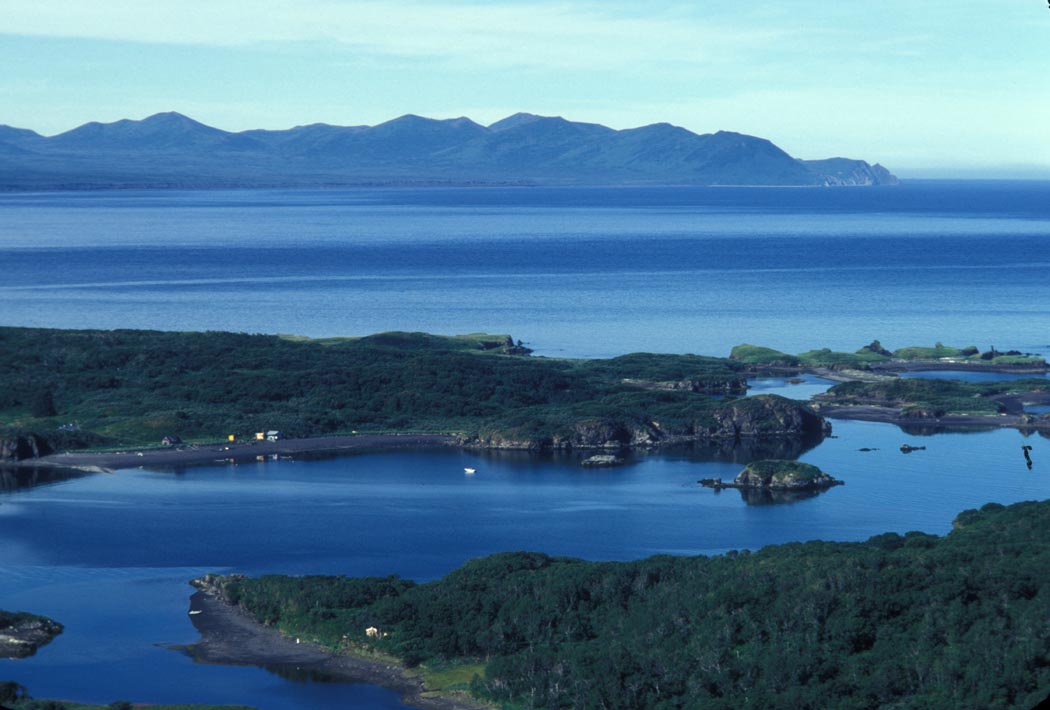
Chief Cove
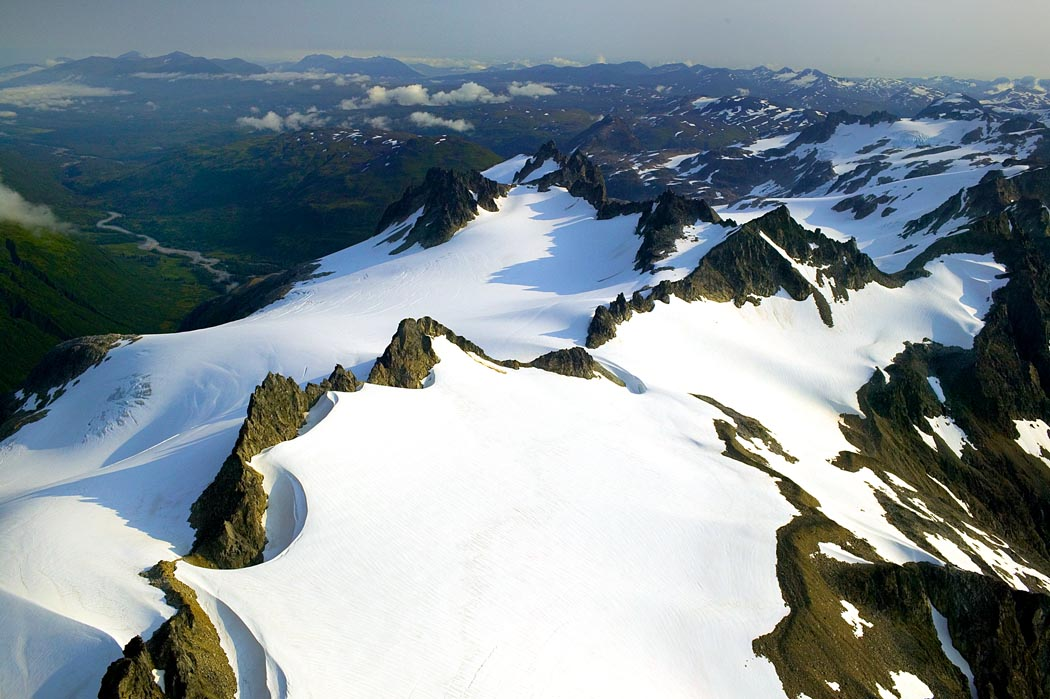
Pic Jagged
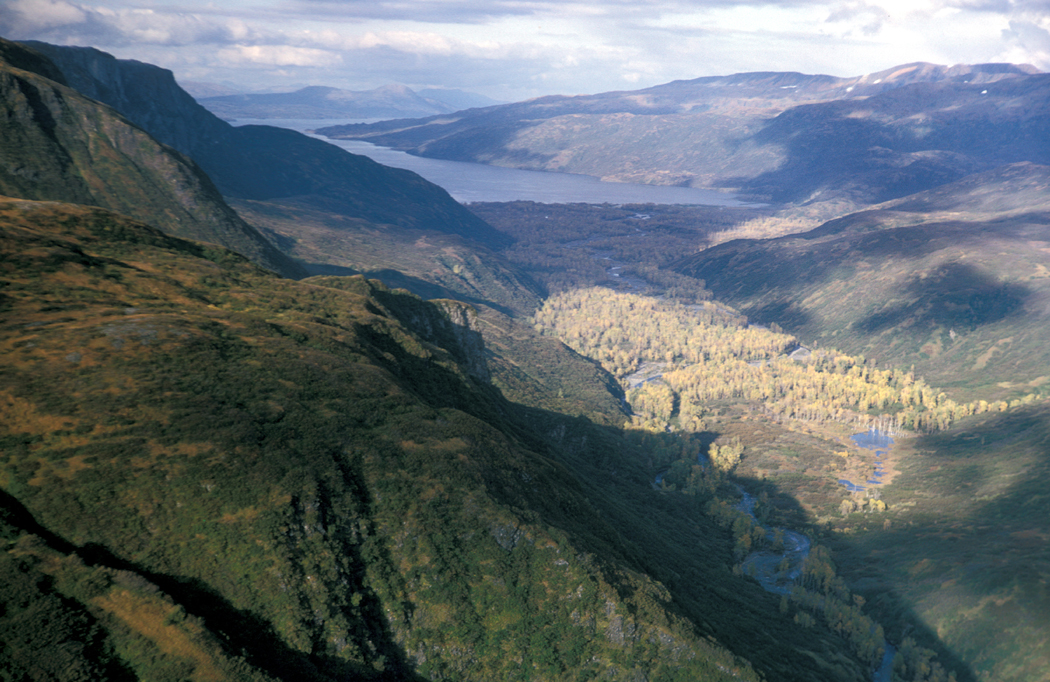
Baie Kizhuyak
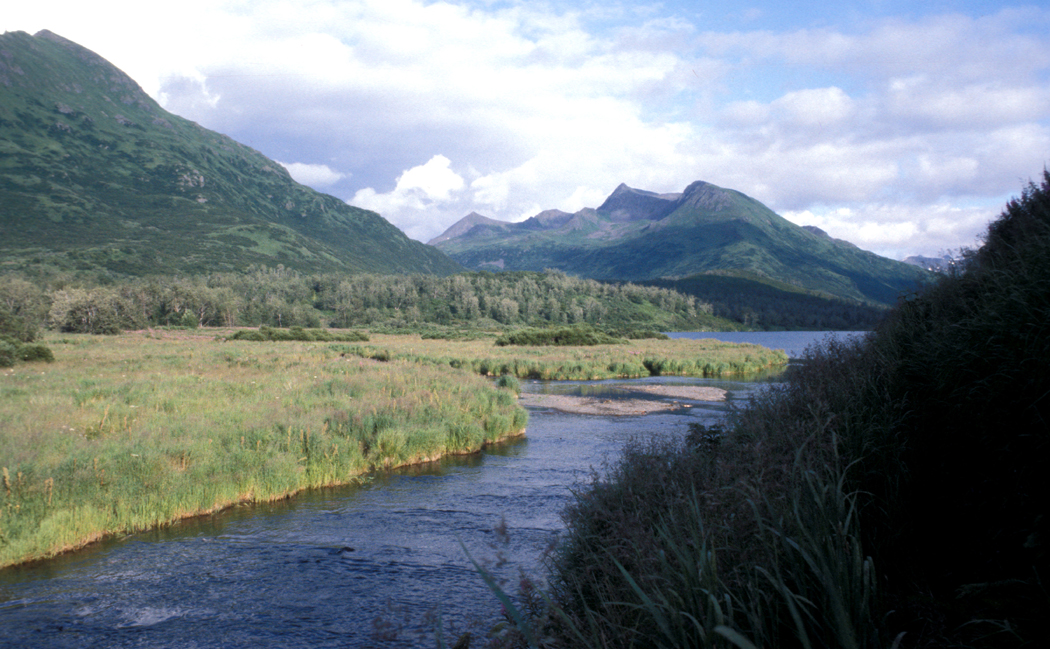
Rolling Hills

## Galerie de photos de la faune ornithologique

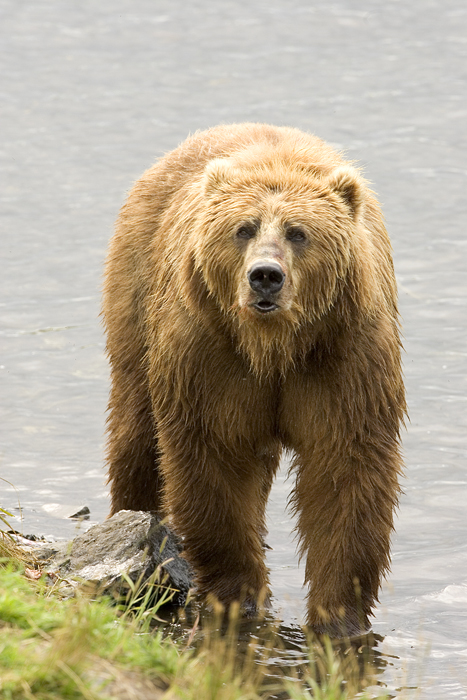
Ours brun
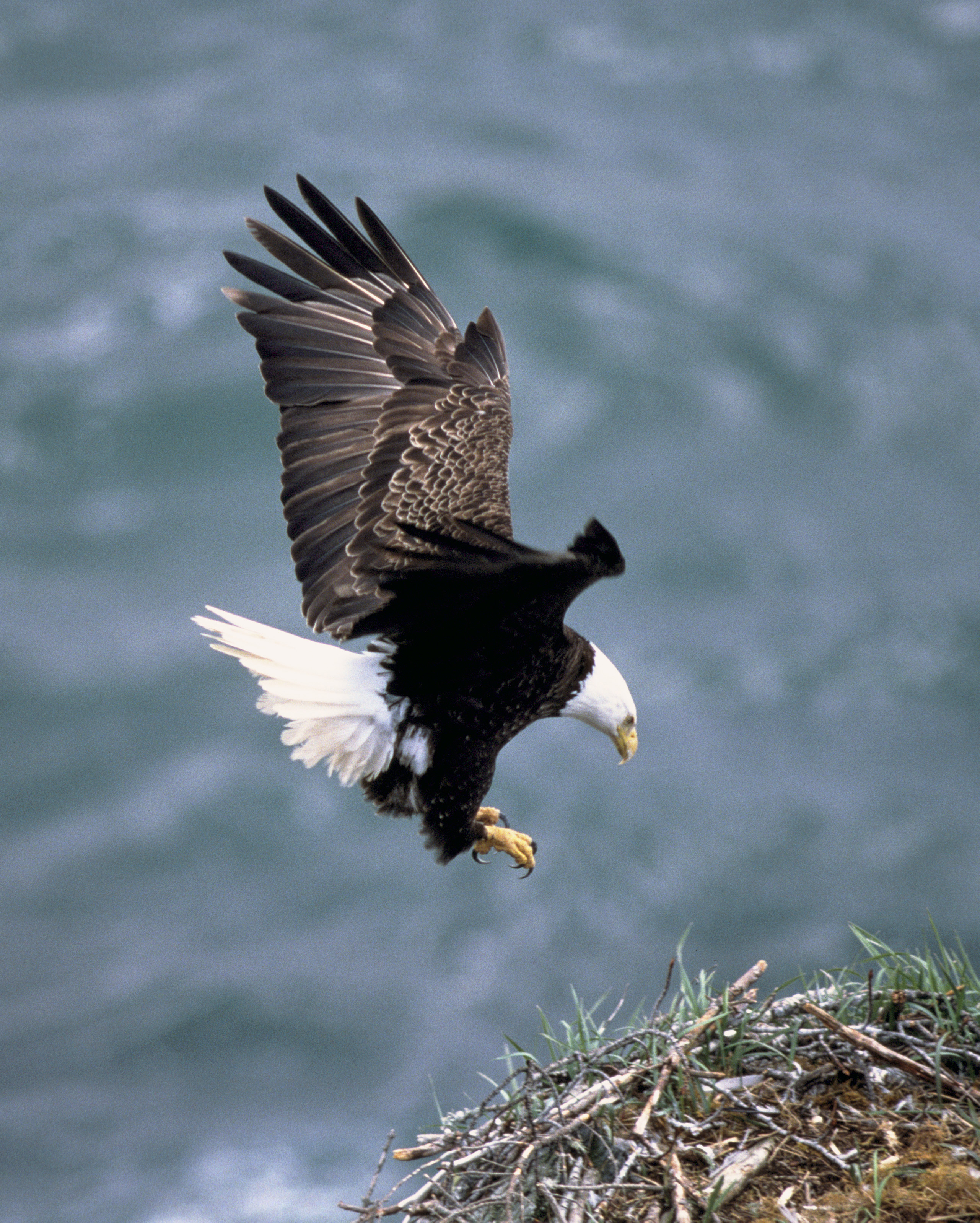
Pygargue à tête blanche
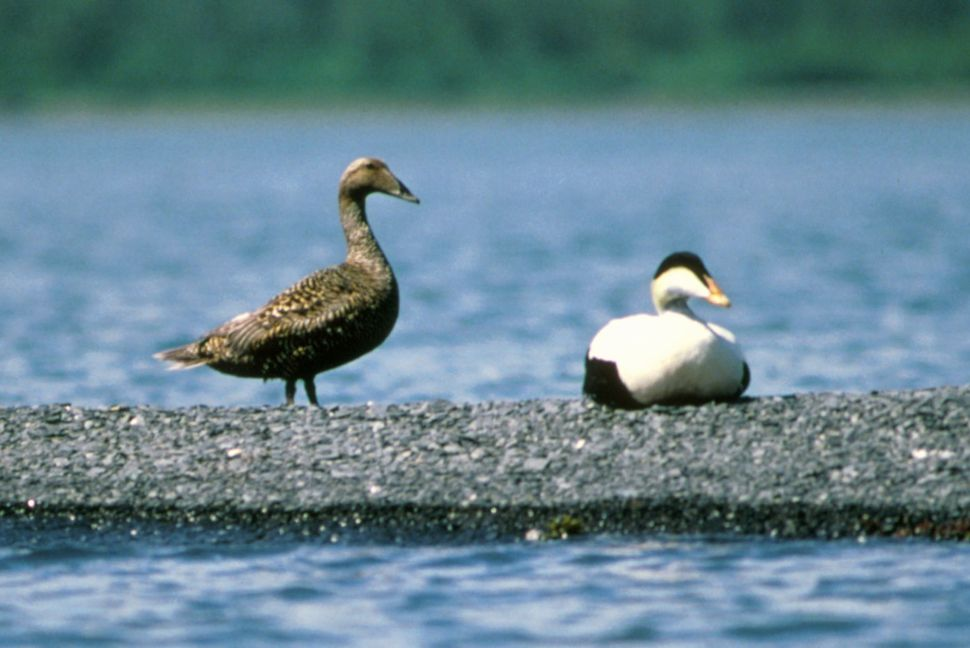
Eider
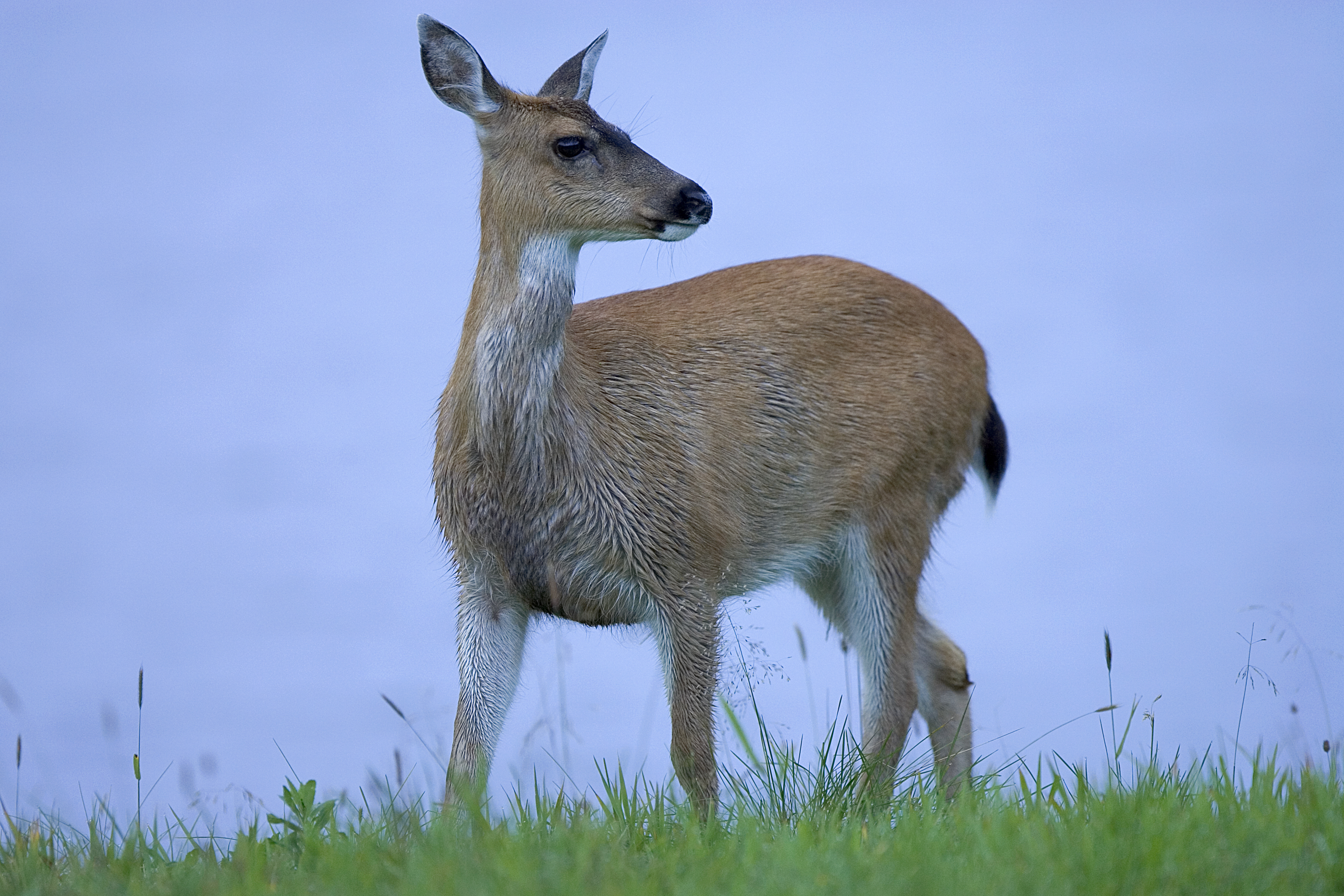
Cerf de Sitka